# 亨利福克河 (斯内克河支流)
亨利福克河（英語：Henrys Fork，也称为斯内克河北汊）是斯内克河的一条支流，得名于最早进入这一地区的皮毛商安德鲁·亨利   (Andrew Henry)。亨利福克河位于美国爱达荷州东南部，全长大约127英里（204），流域面积3,212平方英里（8,320平方），较大的支流有提頓河。